# Troje legendarnih ninji
Troje legendarnih ninja (伝説の三忍, Densetsu no Sannin) iz mange i animea Naruto su bili troje učenika Hiruzena Sarutobia, te članovi njegova tima : Jiraya, Orochimaru i Tsunade. Katkad su nazivani samo Sannini ( doslovno Tri ninđe). Posjeduju izvanredne ninđa sposobnosti. Prije svoje slave, kada su bili mladi za vrijeme Drugog Svjetskog Shinobi Rata, borili su se protiv Hanzoa. Budući da su uspjeli preživjeti sve njegove napade nazvao ih je Kohohinim legendarnim trima ninjama i dopustio im da prežive. Nakon toga, njihova su imena postala slavna u Naruto svijetu.
Sannini su veoma cijenjeni zbog svojih velikih vještina i moći, te je svatko od njih na razini Kagea u svojim sposobnostima. Svatko od njih je također u jedno vrijeme smatran sposobnim za ulogu Hokagea, dok ju je Tsunade zapravo i dobila malo nakon smrti Trećeg Hokagea. Nakon što je Orochimaru pobjegao iz sela jer ga nisu proglasili Hokageom, Sannini su otpušteni, ali još uvijek poznati po toj tituli.